# El Torviscal
 (août 2025).
Si vous disposez d'ouvrages ou d'articles de référence ou si vous connaissez des sites web de qualité traitant du thème abordé ici, merci de compléter l'article en donnant les références utiles à sa vérifiabilité et en les liant à la section « Notes et références ».
El Torviscal est une localité espagnole appartenant à la commune de Don Benito, située en Estrémadure dans la province de Badajoz. La population s'élevait à 545 habitants en 2018.